# Pierre-qui-Vire
De Pierre-qui-Vire is een Franse kaas. Hij wordt sinds 1920 gemaakt door de monniken van de benedictijner abdij van Sainte Marie de la Pierre-qui-Vire, in Saint-Léger-Vauban, in de Yonne
De kaas is een gewassen-korstkaas en heeft veel weg van de Époisses. Ze wordt gemaakt op basis van volle rauwe koemelk van Brunes de Alpes koeien en wordt gewassen met rocou of Chablis.
De rijpingstijd van de kaas bedraagt twee tot vier weken in een vochtige koele rijpingskelder. Tweemaal wekelijks wordt de kaas gewassen en gekeerd. De kaas heeft een oranje korst en een gele kaasmassa. De kaas heeft een heel sterke geur.
Sinds 1970 legt de abdij zich toe op de biologische landbouw en in 1980 heeft zij zich aangesloten bij het merk Bio-Bourgogne. De kaas draagt ook het AB (Agriculture Biologique) label.
Van dezelfde abdij zijn ook de koeienkazen Trinquelin, de Vire au bleu en drie varianten Tommes afkomstig. Van geitemelk worden de Chèvre demi-sec, P'tit Vire en de Vézelay geproduceerd.